# Penyes Roges
Penyes Roges es un monte español, ubicado en la provincia de Alicante en el municipio de San Vicente del Raspeig.
En su umbría hace valle con la sierra de La Escobella y en su solana forma el valle del Sabinar con la sierra Pelada. La coloración rojiza de sus peñascos se debe a la composición mineralógica de las rocas, especialmente visible durante las horas de mayor incidencia solar.
Entre su vegetación predomina el esparto así como pequeñas rogladas de pinares y carrascales. Entre la fauna se pueden encontrar rabosas y en la ladera existen unas cuevas que sirven de lecho ocasionalmente a manadas de arruís salvajes que recorren las montañas de la zona.
El PGOU de San Vicente del Raspeig contemplaba a sus faldas la construcción de un campo de golf, proyecto que pese a que se inició se acabó paralizando por decisión judicial. Es un enclave de referencia en el deporte de montaña del entorno con cantidad de rutas para senderismo, trail running y ciclismo de montaña.